# Союз Т-6
Союз Т-6 — радянський космічний корабель (КК) серії «Союз Т», типу Союз Т (7К-СТ). Серійний номер 9Л. Реєстраційні номери: NSSDC ID: 1982-063A; NORAD ID: 13292.
Другий політ до орбітальної станції Салют-7.
Старт і посадка з екіпажем перших відвідин (ЕП-1) Джанібеков / Іванченков / Кретьєн.
Під час польоту «Союз Т-6» у польоті перебував корабель «Союз Т-5» і почався політ шатла «Колумбія» місії STS-4.

## Параметри польоту
- Маса корабля — 6850 кг
- Нахил орбіти — 51,6°

## Екіпаж
- Основний:
  - Командир ЕП-1 — Джанібеков Володимир Олександрович
  - Бортінженер ЕП-1 — Іванченков Олександр Сергійович
  - Космонавт-дослідник ЕП-1 — Жан-Лу Кретьєн

- Дублери:
  - Командир ЕП-1 — Кизим Леонід Денисович
  - Бортінженер ЕП-1 — Соловйов Володимир Олексійович
  - Космонавт-дослідник ЕП-1 — Бодрі Патрік П'єр Роже

## Хронологія польоту
Скорочення в таблиці: КК — космічний корабель; ПСП — передній стикувальний порт.
Позначення на схемах: S7 — орбітальна станція «Салют-7»; T — корабель типу «Союз Т».
| Дата      | Час (UTC) | Подія | Схема                   |
| --------- | --------- | --- | ----------------------- |
| 1982 рік  |           | |                         |
| 24 червня | 16:29:48  | З космодрому Байконур ракетою-носієм Союз-У (11А511У) запущено КК Союз-Т6 з ЕП-1 (Джанібеков/Іванченков/Кретьєн).                                                   | Союз Т-5+Салют-7        |
| 25 червня | 17:46:22  | Стикування КК Союз Т-6 з ЕП-1 до ЗСП комплексу Салют-7 — Союз Т-5. Екіпаж станції після стикування: Березовий/Лебедєв/Джанібеков/Іванченков/Кретьєн (ЕО-1 і ЕП-1).  | Союз Т-5+Сал-7+Союз Т-6 |
| 27 червня | 15:00:00  | З космодрому на мисі Канаверал запущено шатл Колумбія місії STS-4 з екіпажем Меттінглі/Хертсфілд.                                                                   | Союз Т-5+Сал-7+Союз Т-6 |
| 2 липня   | 11:03:48  | Відстикування КК Союз-Т6 з ЕП-1 (Джанібеков/Іванченков/Кретьєн) від ЗСП комплексу Салют-7 — Союз Т-5. Екіпаж станції після відстикування: Березовий/Лебедєв (ЕО-1). | Союз Т-5+Салют-7        |
| 2 липня   | 13:35?    | Гальмівний імпульс КК Союз Т-6. | Союз Т-5+Салют-7        |
| 2 липня   | 14:20:40  | Посадка КК Союз-Т6 за 65 км на північний схід від міста Аркалик. | Союз Т-5+Салют-7        |